# THE夏祭り チャゲ&飛鳥 大阪城LIVE
『THE夏祭り チャゲ&飛鳥 大阪城LIVE』（ざ・なつまつり ちゃげあんどあすか おおさかじょうらいぶ）は、チャゲ＆飛鳥（現：CHAGE and ASKA）のライブ・ビデオ。1983年7月1日にVHSとLDで発売された。発売元はワーナー・パイオニア（現：ワーナーミュージック・ジャパン）。

## 概要
1982年7月30日の名古屋城深井丸広場、8月8日のつま恋エキシビジョンホール、8月15日の大阪城西の丸庭園の3公演にて行ったコンサート「The夏祭り'82」の中から、大阪城西の丸庭園公演の模様が収録されている。
このライブで披露された新曲「21世紀」は後に改めてレコーディングが行われ、アルバム『CHAGE&ASUKA IV -21世紀-』にて初めて音源化された。

## リリース
その後、2009年に販売された『CHAGE and ASKA LIVE DVD BOX 1』に収録された。

## 収録曲
1. 夏は過ぎて
作詞：田北憲次　作曲：チャゲ
2. 御意見無用
作詞：阿里そのみ　作曲：チャゲ
3. 長い雨のあとに
作詞：松井五郎　作曲：チャゲ
4. 万里の河
作詞・作曲：飛鳥涼
5. いろはにほへと
作詞：松井五郎　作曲：チャゲ
6. カーニバル
作詞・作曲：飛鳥涼
7. 花暦
作詞：松井五郎　作曲：チャゲ
8. 男と女
作詞・作曲：飛鳥涼
9. 21世紀
作詞・作曲：飛鳥涼
10. 翼
作詞・作曲：飛鳥涼
11. 暁
作詞：阿里そのみ　作曲：チャゲ
12. 魅惑
作詞：松井五郎　作曲：飛鳥涼
13. 誓い
作詞：松井五郎　作曲：チャゲ
14. 南十字星
作詞：飛鳥涼・松井五郎　作曲：飛鳥涼
15. 悲炎
作詞：チャゲ・松井五郎　作曲：チャゲ
16. 翼
作詞・作曲：飛鳥涼
17. 熱い想い
作詞：飛鳥涼・松井五郎　作曲：飛鳥涼
18. 終章 (エピローグ)
作詞：チャゲ・田北憲次　作曲：チャゲ
19. ひとり咲き
作詞・作曲：飛鳥涼
20. 歌いつづける
作詞・作曲：飛鳥涼